# Thunnus orientalis
Espèce
Statut de conservation UICN

 NT A2bd : Quasi menacé
Le Thon rouge du Pacifique (Thunnus orientalis) est une des trois espèces de Thons rouges avec le Thon rouge du Nord (Thunnus thynnus) et le Thon rouge du Sud (Thunnus maccoyii).
Il a connu une régression historique, principalement causée par la surpêche, notamment dans les années 1990 et 2000 . Bioaccumulatrice, elle fait partie des espèces contenant le plus de mercure, en grande partie sous sa forme la plus toxique, le méthylmercure, comme tous les thons rouges.
En novembre 2014, l'Union internationale pour la conservation de la nature (UICN) a fait passer l'espèce du statut "Préoccupation mineure" à "Vulnérable".
En 2021 toutefois, l'UICN l'a reclassée sous le statut d'espèce "quasi-menacée", en grande partie grâce aux mesures de régulation de la pêche qui ont été appliquées dans son aire de répartition et à une reconstitution partielle de ses effectifs .